# Eksogene sile
Eksogéne síle in preoblikovalni procesi nastale reliefne vzpetine znižujejo. Medje sodita predvsem delovanje Sonca in sila gravitacije. Neposredni učinki energije Sonca oz. sončnega sevanja na Zemlji nikakor niso povsem enaki. Odvisni so predvsem od kota, pod katerim padajo sončni žarki na površje. Za preoblikovanje površja je predvsem pomembna sila gravitacije ali teže. Vsak delček kamnine, ki se zaradi preparevajna ali drugih vzrokov loči od trdne kamnine, sila gravitacije vleče proti središču.